# John Mayhew
John Mayhew (27 maart 1947 - 26 maart 2009) was een Brits drummer. Hij was de derde drummer van Genesis, voordat Phil Collins het overnam, en is te horen op hun album Trespass (1970). Na zijn ontslag bij de groep wegens gebrek aan talent, emigreerde hij naar Australië, waar hij onder meer het beroep van timmerman uitoefende. Later keerde hij terug naar Groot-Brittannië, naar Glasgow, waar hij onder meer werkte voor een meubelmaker.
In 2006 woonde hij de Genesis Convention in Londen bij, waar hij zelfs nog even meedrumde met de Genesis-tributeband toen zij het Genesis-nummer The knife speelde.
Op 26 maart 2009, één dag voor zijn verjaardag, stierf Mayhew in een ziekenhuis aan hartproblemen.
Tony Banks · Phil Collins · Peter Gabriel · Steve Hackett · John Mayhew · Anthony Phillips · Mike Rutherford · John Silver · Chris Stewart · Ray Wilson